# Jay Electronica
Jay Electronica, pseudonimo di Timothy Elpadaro Thedford (New Orleans, 19 settembre 1976), è un rapper statunitense.

## Carriera
Nel 2007  ha pubblicato il suo primo mixtape Act I: Eternal Sunshine (The Pledge); l'anno seguente partecipa al Rock the Bells Tour.
Il successo di questo pezzo ha portato alla firma il 12 novembre 2010 per la Roc Nation, casa discografica del rapper e producer americano Jay-Z. 
A luglio 2014 prende parte con Jay-Z al Brooklyn Hip-Hop Fest.
Il 13 marzo 2020 ha pubblicato il suo album di debutto, A Written Testimony.
Il 3 ottobre 2020 pubblica un secondo album, Act II: The Patents of Nobility (The Turn); a dicembre dello stesso anno viene candidato ai Grammy Awards.

## Discografia

### Album in studio
- 2020 – A Written Testimony
- 2020 – Act II: The Patents of Nobility (The Turn)

### Raccolte
- 2007 – Act I: Eternal Sunshine (The Pledge)

### Singoli
- 2009 – Exhibit A
- 2009 – Exhibit C
- 2010 - Ghost of Christopher Wallace
- 2011 - Close Your Eyes

## Riconoscimenti
- 2021 - Grammy Awards
  - Candidatura al Miglior album rap per A Written Testimony[7]